# Microcos conocarpoides
Microcos conocarpoides är en malvaväxtart som beskrevs av Karl Ewald Maximilian Burret. Microcos conocarpoides ingår i släktet Microcos och familjen malvaväxter. Inga underarter finns listade i Catalogue of Life.